# 菲奧雷拉峰
46°22′48″N 8°28′00″E / 46.38000°N 8.46667°E
菲奧雷拉峰（義大利語：Pizzo Fiorera），是歐洲的山峰，位於瑞士和意大利接壤的邊境，由皮埃蒙特大區和提契諾州負責管轄，屬於勒蓬廷阿爾卑斯山脈的一部分，海拔高度2,921米。

## 外部連結
- Pizzo Fiorèra on Hikr （页面存档备份，存于）